# Mega Man 3
Mega Man 3 (Japans: ロックマン3 Dr.ワイリーの最期!, Romaji: Rockman 3 Dr. Wily no Saigo!) is een computerspel ontwikkeld en gepubliceerd door Capcom.

## Verhaal
In het jaar 200X zegt Dr. Wily dat hij veranderd is en werkt samen met Dr. Light aan een vredesrobot genaamd Gamma. De Robot Masters die het bevel hebben over de mijnwerelden worden boos en verdwijnen met de acht krachtkristallen. Mega Man wordt geroepen, met een hondenmaatje genaamd Rush, om de kristallen terug te halen.
Nadat de kristallen zijn verkregen steelt Wily Gamma en verdwijnt naar zijn nieuwe fort. Om Wily's plan te stoppen vernietigd Mega Man Gamma. Na hun laatste confrontatie begint Wily's fort in te storten. Proto Man is net op tijd om Mega Man te redden, maar Wily raakt bedolven onder het puin.

## Gameplay
Mega Man 3 heeft een paar nieuwe mogelijkheden ten opzichte van Mega Man 2, zoals de introductie van Rush, een robotische hond die als een trampoline, onderzeeër en jet gebruikt kan worden. Mega Man kan nu ook over de grond glijden. Hierdoor kan hij door tussenruimten glijden. Dit is ook het eerste spel waar Proto Man een verschijning maakt.

## Platform
| Jaar | Platform                          |
| ---- | --------------------------------- |
| 1990 | NES                               |
| 1991 | Arcade                            |
| 1999 | PlayStation                       |
| 2008 | Virtual Console (Wii), Doja, J2ME |
| 2009 | BlackBerry, PlayStation           |
| 2010 | PlayStation Network               |
| 2011 | PlayStation 3, PSP                |
| 2012 | Virtual Console (3DS)             |
| 2013 | Virtual Console (Wii U)           |

## Ontvangst
Sinds Mega Man 3 verscheen in 1990 zijn er meer dan een miljoen exemplaren verkocht.
| Beoordeeld door                 | Jaar | Platform            | Score |
| ------------------------------- | ---- | ------------------- | ----- |
| Random Access                   | 2005 | NES                 | 95%   |
| IGN                             | 2008 | Wii Virtual Console | 95%   |
| Nintendojo                      | 1996 | NES                 | 94%   |
| PGNx Media                      | 2003 | NES                 | 90%   |
| Pixel-Heroes.de                 | 2008 | NES                 | 90%   |
| Jeuxvideo.com                   | 2013 | NES                 | 90%   |
| Electronic Gaming Monthly (EGM) | 1990 | NES                 | 90%   |
| ASM (Aktueller Software Markt)  | 1992 | NES                 | 83%   |
| GameCola.net                    | 2009 | NES                 | 80%   |
| Nintendo Land                   | 2003 | NES                 | 77%   |